# Heterophlias seclusus
Heterophlias seclusus är en kräftdjursart. Heterophlias seclusus ingår i släktet Heterophlias och familjen Phliantidae. Inga underarter finns listade i Catalogue of Life.